# Милијарда
Милијарда је назив за позитиван природан број који се записује као 1.000.000.000 или 109. Запис има девет нула.
У енглеском језику за овај број се користи име билион, који у српском језику означава позитиван природан број који се записује као 1.000.000.000.000 (дванаест нула).